# 坡州警察署
坡州警察署（パジュけいさつしょ）は、京畿北部地方警察庁所管の警察署である。

## 管轄区域
- 坡州市

## 沿革
- 1945年10月21日 -国立警察開設とともに、京畿道警察部傘下の警察署として開所。

## 管轄地区隊
- 金村地区隊
- 交河地区隊

## 管轄派出所
- 文山派出所
- 法院派出所
- 坡州派出所
- 積城派出所
- 坡平派出所
- 條里派出所
- 炭峴派出所
- 広灘派出所